# 110미터 허들

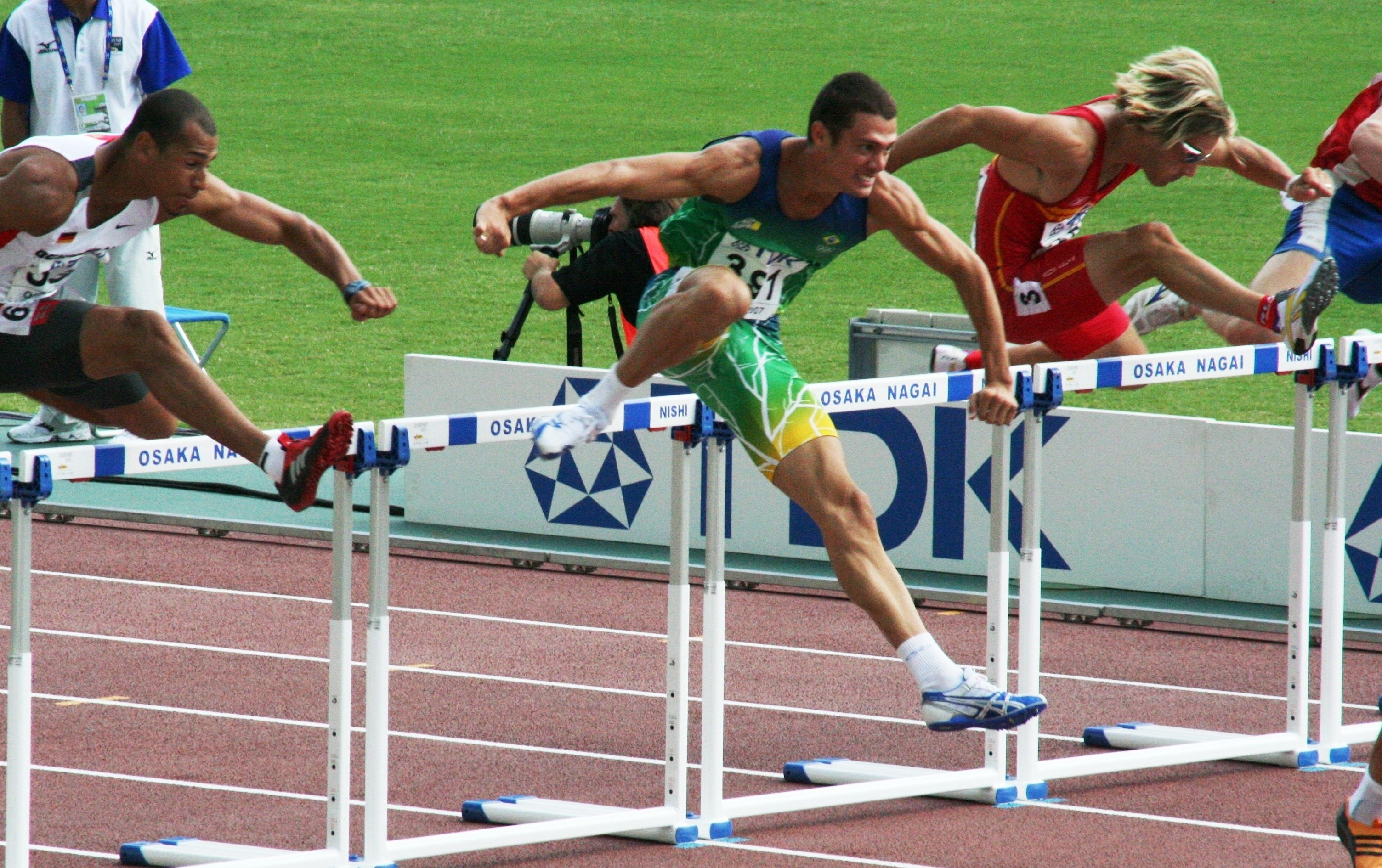

110미터 허들은 남자 장애물 달리기 종목이다. 그것은 하계 올림픽 육상의 세부종목이다. 여자 종목은 100미터 허들이 있다. 경주 종목의 일종으로 높이 1.067m의 장애물이 110m의 직선 코스를 균일하게 간격을 두고있다. 그들은 주자가 부딪쳐 넘어지면 넘어질수 있도록 배치된다. 100미터 달리기와 마찬가지로 110미터 허들은 직선 트랙에서 출발한다. 출발선부터 13.72m(45피트) 지점부터 9.14m(30피트)간격으로 세워진 10개의 장애물을 넘어야 한다. 마지막 허들을 넘으면 결승선까지는 14.02m(46피트)다.